# Midtfyns Festival
Midtfynsfestivalen var en dansk musikfestival som fanns 1976-2004, belägen i Ringe på Fyn.
När festivalen var som störst konkurrerade den med Roskildefestivalen om att vara den största festivalen i norra Europa. Större än Roskilde var den dock bara 1989, med Tracy Chapman som huvudnamn. När festivalen lade ner var det på grund av vikande biljettförsäljning. Midtfynsfestivalen ansågs ha en något mer mainstreaminriktning på sina bokningar än konkurrenten Roskilde, men inte sällan spelade band på bägge festivalerna. Bland svenska band som spelat på festivalen märks Roxette, Björn Afzelius, Marie Bergman med Magic Body Band, Tintomara och Hoola Bandoola Band. 